# 盖氏袋鼠
盖氏袋鼠（学名：Bettongia gaimardi）为鼠袋鼠科的一种，分布于澳大利亚。有两个亚种被记录，其中 Bettongia gaimardi gaimardi 曾经广泛分布于澳大利亚大陆东南部地区，约20世纪20年代左右绝迹；B. g. cuniculus 现分布于塔斯马尼亚岛东部的林地或草地。